# Pařížský kongres
Pařížský kongres v roce 1856 byl mezinárodním setkáním svolaným kvůli uzavření míru po krymské válce z let 1853–1856, jenž se konal v Paříži v roce 1856. Pařížského kongresu se zúčastnili zástupci států, jež se krymské války zúčastnily, tedy Francie, Spojeného království, Osmanské říše, Ruska a Sardinského království, ale také Rakouska a Pruska, tedy mocností, jež se přímo do války nezapojily.
Výsledkem jednání na tomto kongresu se stala Pařížská smlouva.